# Пропавший без вести в ходе военных действий
Пропавший без вести в ходе военных действий (англ. missing in action, MIA) — классификация, присваиваемая комбатантам, военным капелланам, медикам и военнопленным, которые считаются пропавшими без вести в военное время или во время перемирия. Они могли быть убиты, ранены, взяты в плен, казнены или дезертировали. Если же они погибли, то это значит, что ни их останки, ни могила не были найдены.

## История
Примерно до 1912 года в большинстве стран мира военнослужащим не выдавались идентификационные жетоны. В результате, если кто-то погибал в бою, а его тело находили лишь много позже, шансов идентифицировать останки зачастую было мало или не было вообще, если только у человека не было при себе вещей, которые помогли бы его опознать, или если на его одежду или вещи не была нанесена идентифицирующая информация. Начиная примерно со времен Первой мировой войны, страны начали выдавать своим военнослужащим специально изготовленные идентификационные жетоны. Обычно они изготавливались из лёгкого металла, например, алюминия. Однако в случае британской армии в качестве материала было выбрано прессованное волокно, которое было не очень прочным. Хотя ношение идентификационных жетонов оказалось весьма полезным, оставалась проблема, связанная с тем, что тела могли быть полностью уничтожены. Кроме того, сама боевая обстановка может увеличить вероятность пропажи без вести, например, война в джунглях, нахождение на подводной лодке, или крушение самолета в отдалённой горной местности, или на море. Наконец, поскольку у военных не было сильного стимула вести подробный учёт погибших противников, тела часто хоронили (иногда вместе с опознавательными знаками) во временных могилах, местоположение которых часто терялось. В результате останки пропавших без вести могут быть не найдены в течение многих лет, а то и вообще никогда. Когда останки пропавших без вести военных найдены и не могут быть идентифицированы после тщательной судебно-медицинской экспертизы, они захораниваются с надгробием, на котором указывается их неизвестный статус.